# دزد دریایی (فیلم ۱۹۸۴)
دزد دریایی (به فرانسوی: La Pirate) فیلمی در ژانر درام است که در سال ۱۹۸۴ منتشر شد. از بازیگران آن می‌توان به جین برکین، ماروشکا دتمرس، فیلیپ لئوتار، و اندرو بیرکین اشاره کرد.